# Em bé bên chú chim
Em bé bên chú chim (tiếng Pháp: Enfant à l'oiseau, chữ Hán: 孩童與鳥 Hài đồng dữ điểu) là một bức tranh lụa được danh họa Nguyễn Phan Chánh thực hiện vào năm 1931. Với kích thước 65 x 50 cm, bức tranh được xem là một trong những tác phẩm nổi tiếng nhất của họa sĩ.

## Lịch sử
Bức tranh này là 1 trong 4 tác phẩm tranh lụa đầu tiên của Nguyễn Phan Chánh được thầy hiệu trưởng Trường Mỹ thuật Đông Dương Victor Tardieu đem đi giới thiệu tại một cuộc triển lãm ở Paris (các tác phẩm khác bao gồm Chơi ô ăn quan, Lên đồng, Cô gái rửa rau). Thông qua các tác phẩm của Nguyễn Phan Chánh, người châu Âu lần đầu tiên biết đến tranh lụa Việt Nam. Người họa sĩ cũng ngay lập tức nhận được những lời khen ngợi từ những người am tường nghệ thuật ở Paris, được tuần báo L’Illustration mô tả "là cái thi vị thấm đậm của đời sống nơi Viễn Đông."
Em bé bên chú chim có nhiều phiên bản khác nhau. Không kể tới tranh giả, bản thân Nguyễn Phan Chánh và các học trò của ông đã từng nhiều lần chép lại bức tranh theo yêu cầu từ bảo tàng và ngoại giao. Vào ngày 27 tháng 5 năm 2018, một phiên bản của bức tranh đã được đưa ra bán đấu giá tại nhà đấu giá Christie's, Hồng Kông. Bức tranh ban đầu được định giá khoảng HK$1.000.000 đến 1.600.000. Tại phiên đấu giá, tác phẩm này đã được mua với giá 6.7 triệu HK$, tương đương với khoảng 20 tỷ VNĐ, gấp khoảng 6 lần giá khởi điểm. Vào thời điểm được bán ra, Em bé bên chú chim là một trong những bức tranh đắt giá nhất của một họa sĩ đến từ Trường Mỹ thuật Đông Dương tại nhà đấu giá Christie's cũng như trên sàn đấu giá quốc tế, chỉ sau các bức tranh của Lê Phổ và Joseph Inguimberty.

## Miêu tả
Chủ đề của bức tranh một bé gái mặc áo trắng, đội khăn vấn, đang ngồi trên nền nhà và cho chú chim trong lồng ăn. Tuy nhiên, chủ thể thực sự của bức tranh chính không phải là cô bé mà là chú chim. Người ta không thể thấy được khuôn mặt của bé, vì cô bé được tác giả thể hiện là đang hướng mặt vào phía chiếc lồng. Khi nói về bức tranh, ông cho hay:
"Phần vẽ con chim thì ít thôi còn để phần già để vẽ chuồng. Mặc dù có khuất một bên nhưng trông qua là người ta biết con chim họa mi ở trong chuồng. Cô bé cho chim ăn, áo trắng quần thâm, tuy là ở về đằng trước nhưng rõ ràng khi xem bức tranh này, trước hết người ta sẽ để ý đến con chim nhảy trong chuồng, sau mới đến cô bé".

Bên phải bức tranh là dòng thư pháp chữ Hán sử dụng lối chữ thảo của họa sĩ. Phía trên dấu triện Hồng Nam (tên hiệu của tác giả) là dòng chữ "Tân Mùi niên thu chi trọng" (辛未年秋之仲), nghĩa là "giữa mùa thu năm Tân Mùi" (1931). Phía dưới dấu triện là chữ ký của tác giả gồm cả thảy 6 chữ "Hồng Nam Nguyễn Phan Chánh bút" (鴻南阮潘正筆), có nghĩa là "vẽ bởi Hồng Nam Nguyễn Phan Chánh".
Cũng giống phần lớn các tác phẩm khác của mình, Nguyễn Phan Chánh sử dụng những tông màu đậm chất làng quê Việt Nam để thể hiện Em bé với chú chim. Ông kết hợp một cách hài hòa có chủ đích giữa bố cục phương Tây và phong cách tạo hình phương Đông, làm thay đổi những màu sắc đến độ trông chúng như chuyển động được giữa đối tượng và nền, ngăn bởi những nét buông mảnh và dịu. Qua đặc điểm chân dung, trang phục, Nguyễn Phan Chánh thể hiện sự quan sát tỉ mỉ đối với từng độ tuổi của trẻ em nhằm khai thác triệt để nét thuần khiết, ngây thơ, trong sáng của các em nơi nông thôn Việt Nam.